# マルキョク
マルキョク（パラオ語: Melekeok、[məˈleɪkeɪ.oʊk]）は、パラオ共和国のマルキョク州にある同国の首都である。パラオ最大の島、バベルダオブ島の東岸に位置する。
2006年10月7日、マルキョクの中心部から2 km程北西のンゲルルムッドの集落に政府が移転し、マルキョクはコロールに代わって同国の首都となった。駐日パラオ共和国大使館特命全権大使によると、首都移転の理由としては、コロールの人口過密解消と経済機能の分散のほかに、土地が政府に無償で提供されたことが挙げられている。現在国会議事堂が建っている首都エリアは、連邦直轄地であるアメリカ合衆国の首都ワシントンD.C.と同様に、共和国政府所管の国有地である。
かつてコロールに日本の南洋庁の庁舎が置かれ、マルキョクをふくむ島民から慣習法(『南洋群島々民旧慣調査報告書』)や伝承(pp24-110)の聞き取りなどを行った。1920年代から写真による記録がある。

## 地理
マルキョクは同名の州の7つの自治体のひとつ。州は面積28 km2、北はンギワル、南はンチェサルに接する。
国会議事堂を置いたンゲルルムド地区（Ngerulmud）は国有地である。

## 自然
パラオ最大の淡水湖はガルドック湖と呼ばれ、マルキョク州にある。CITES附属書I収載のイリエワニ（Crocodylus porosus）の生息地だが繁殖個体は少ない。湿地に見られる鳥類には固有種ほか以下を含む。
- アカオウギビタキ Rhipidura lepida[12]
- パラオムナジロバト Gallicolumba canifrons[13]
- ヒメヒラハシ Myiagra erythrops[14]
- ホリイヒメアオバト Ptilinopus pelewensis[14]

- ガルドック湖（英語版、ドイツ語版、ロシア語版）の眺め
- アカオウギビタキ
- パラオムナジロバト
- ヒメヒラハシ
- ホリイヒメアオバト

## 行政区画
州都マルキョクは同名の州の7つの自治体のひとつ。
- マルキョク
- エルトング（Ertong）
- ゲブルチ（Ngeburch）
- ゲレメチェルチ（Ngeremecheluch）
- ゲレメレチ（Ngermelech）
- ゲルべサング（Ngerubesang）
- ゲルリング（Ngeruling）

## 遺跡
モノリスが発見された。